# Прикамье
Прика́мье — обширная территория, прилегающая к реке Кама.
Удмуртская энциклопедия определяет Прикамье как «географический термин свободного пользования, под которым обычно понимается территория без чётких внешних границ, тесно связанная с долиной реки Кама. Пространственное положение Прикамья иногда привязывается к названиям административно-территориального деления (Пермское Прикамье, Каракулинское Прикамье). Термин применяется в средствах массовой информации, в краеведческой, реже научной литературе».
В ряде научных публикаций вводится термин Большое Прикамье, территориально ассоциирующееся с бассейном реки Кама. К региону в таком его понимании относятся пять субъектов Российской Федерации: Республика Башкортостан, Кировская область, Пермский край, Республика Татарстан, Удмуртская Республика, а также некоторые прилегающие в традиционно географическом и историко-культурном восприятии территории.